# Gombaszögi Frida
Gombaszögi Frida, születési és 1908-ig használt nevén Grün Friderika (Budapest, 1890. december 9. – Budapest, 1961. szeptember 6.) magyar színésznő.
Gombaszögi Ella, Irén és Margit testvére. Mind a négyen színésznők voltak, közülük Frida és Ella lett igazán híres. Frida drámai színésznő volt, Ella elsősorban komika.

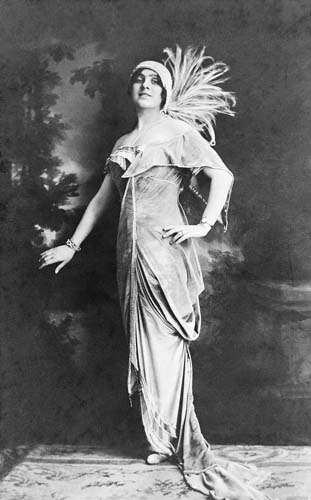
Molnár Ferenc: A farkas. Magyar Színház, 1912. Gombaszögi Frida (Vilma)

## Pályája

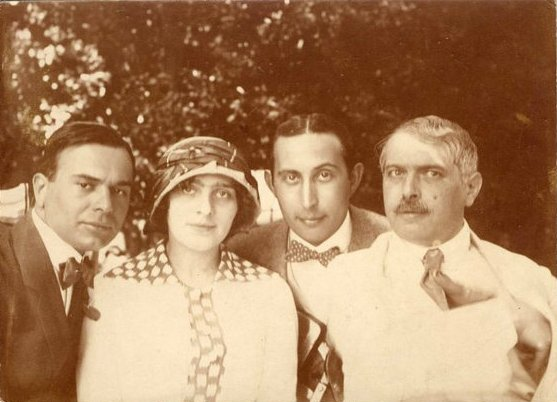
Rajnai Gábor, Gombaszögi Frida, Falus Elek és Bródy Sándor 1912-ben.

Grün József és Weisz Rozina gyermekeként született. 1908-ban nevét Gombaszögire magyarosította, s még első házasságkötése (1909) előtt kitért a katolikus vallásra; keresztségben a Vilma utónevet kapta. 1909-ben végezte el Rákosi Szidi színiiskoláját, utána Beöthy László, a Magyar Színház igazgatója szerződtette. Itt először a Warrenné mestersége Vivie szerepében tűnt ki, mellyel Bécsben is sikert aratott. 1916-ban már mint országosan ismert drámai színésznő a Vígszínházhoz ment át és 1933-ig maradt a társulat tagja. 1919 elején egy fiatal férfi, valószínűleg egy rajongója rálőtt, majd a férfi öngyilkos lett. A színésznő az arcán súlyosan megsérült, sokáig kérdéses volt, hogy színpadra állhat-e valaha. Gyógyulása utáni első fellépését hangos ünnepléssel fogadták. A sérülés külső nyomait László Ernő kozmetikus-bőrgyógyász szinte teljesen eltüntette. Frida húga, Irén később férjhez ment László Ernőhöz és felhagyott a színházzal; 1939-ben férjével együtt Amerikába emigrált.	
1909. június 19-én Budapesten, a Józsefvárosban férjhez ment Rajnai Gáborhoz. Házasságuk 1918-ban felbomlott, de barátságuk megmaradt. Amikor a színésznőnek a zsidóüldözések idején, 1944-ben bujkálnia kellett, volt férje segítette. Második házassága tartósnak bizonyult: 1922. április 14-én Budapesten Az Est című lap tulajdonos-főszerkesztője, Miklós Andor felesége lett, aki ekkor már az Athenaeum Irodalmi és Nyomdai Rt. tulajdonosa (főrészvényese) is volt.
1933 decemberében Miklós Andor meghalt, végrendeletében feleségére hagyta a vállalatot és vagyonát. Gombaszögi Frida visszavonult a színpadtól és átvette a vállalat irányítását. „1934. november 18-án beiktatták Az Est lap rt. elnöki székébe.” Azután 1939-ben az állam a vállalatot elvette tőle.
1945-től rövid ideig a Nemzeti Színházban, 1946-tól 1949-ig a Vígszínházban játszott. 1948-ban Amerikába utazott és testvérénél vendégeskedett, közben sok régi és új ismerőssel, köztük Greta Garbóval és Molnár Ferenccel is gyakran találkozott. Néhányan próbálták rábeszélni, hogy maradjon Amerikában, ő mégis hazajött. A háború utáni években megpróbálta visszaszerezni tulajdonjogait és a vállalatot, de az 1948. évi államosítás után erre már nem volt esély.
Azután az 1950-es évek elején mindenét elvették. Egy időre Budapestet is el kellett hagynia, a pécsi, majd a győri színház társulatához került. 1953-tól újra a budapesti Nemzeti Színház művésznője; 1953–1956 között a Színművészeti Főiskolán magatartástant tanított. Ezután már csak apró szerepekben volt látható.
Legkiválóbb szerepeit modern társadalmi drámákban alakította, bár nagy sikerrel játszotta Dumas A kaméliás hölgyének főszerepét is, és több vígjátékban is fellépett. Csehov Három nővérének magyarországi ősbemutatóján a Vígszínházban Mása szerepében remekelt, (Olga – Varsányi Irén, Irina – Makay Margit), a darab háború utáni előadásán pedig Olga szerepét alakította (Mása Mezey Mária, Irina Dajka Margit volt.)
„Előkelő megjelenésével, csiszolt mozgás- és beszédkultúrájával, intelligens, kifejező játékával korszerű drámai hősnőket formált meg. A magyar színpad első modern stílusú színésznőjének tartották.” Német, francia és angol nyelven beszélt.

## Főbb színpadi szerepeiből

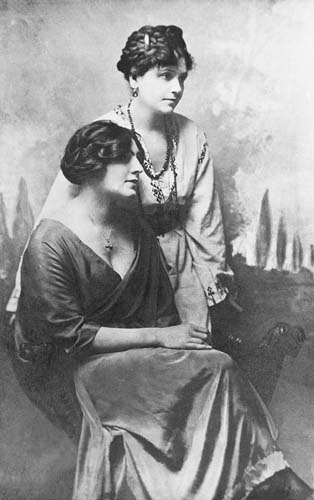
Gombaszögi Frida és Varsányi Irén,
Csehov: Ványa bácsi (1920)

A Színházi adattárban regisztrált bemutatóinak száma, 1946-: 15; ugyanitt négy színházi felvételen is látható.
- Judit (Bíró Lajos: Sárga liliom)
- Lyon Lea (Bródy Sándor: Lyon Lea)
- Maja (Lev Tolsztoj: Az élő holttest)
- Natalija (Dosztojevszkij–Meidell: A félkegyelmű)
- Takáts Alice (Szomory Dezső: Takáts Alice)
- Olympia (Molnár Ferenc: Olympia)
- Vaszilissza (Gorkij: Éjjeli menedékhely)
- Olga (Csehov: Három nővér)
- María Josefa (García Lorca: Bernarda Alba háza)
- Gunhild (Henrik Ibsen: John Gabriel Borkmann)
- Claire (John Galsworthy: A menekülő asszony)
- Higginsné (Shaw: Pygmalion)
- Mrs. Baines (Shaw: Barbara őrnagy)[14]

## További információ
- Gombaszögi Frida az Internet Movie Database-ben (angolul)